# 유니버설 윈도우 플랫폼 앱
유니버설 윈도우 플랫폼 앱(Universal Windows Platform apps, 과거 명칭: 윈도우 스토어 앱/Windows Store apps, 메트로 스타일 앱/Metro-style apps, 모던 앱/Modern apps)은 개인용 컴퓨터(PC), 태블릿, 스마트폰, 엑스박스 원, 마이크로소프트 홀로렌즈, 사물인터넷을 포함하여 호환 가능한 모든 마이크로소프트 윈도우 장치들간에 사용이 가능한 응용 소프트웨어이다. 이것들은 주로 마이크로소프트 스토어를 통해 구매 및 다운로드된다.

## 같이 보기
- WinJS